# ماركو موسكاتي
ماركو موسكاتي (بالإيطالية: Marco Moscati)‏ (19 سبتمبر 1992 بليفورنو في إيطاليا ) هو لاعب كرة قدم إيطالي في مركز الوسط. لعب مع نادي بيروجيا ونادي ليفورنو.

## وصلات خارجية
- ماركو موسكاتي على موقع قاعدة بيانات كرة القدم.إي يو (الإنجليزية)
- ماركو موسكاتي على موقع Soccerway.com (الإنجليزية)
- ماركو موسكاتي على موقع عالم كرة القدم.نت (الإنجليزية)
- ماركو موسكاتي على موقع AS.com (الإسبانية)